# T-money

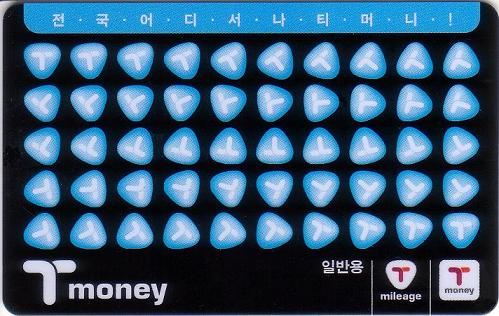
T-money

T-money là một loại thẻ có thể sạc và thiết bị "thông minh" khác dùng để trả phí vận chuyển ở Seoul và một vài vùng khác của Hàn Quốc. T-money còn có thể sử dụng thay thế cho tiền mặt hoặc thẻ tín dụng ở các cửa hàng tạp hóa hoặc các doanh nghiệp khác. Hệ thống T-money được triển khai và điều hành bởi Korea Smart Card Co., Ltd với 34.4% cổ phần của chính phủ công ty đô thi Seoul, 31.85% của LG CNS, và 15.73% của Credit Card Union.

## Sử dụng
Tương tự như các thẻ trước, "Seoul Bus Card", T-money có thể sử dụng để trả tiền vé xe buýt, tàu điện ngầm và một vài hãng taxi. T-money được chấp nhận bởi:
- Tất cả xe buýt của Seoul, Gyeonggi-do, Incheon, Busan, Daegu, Daejeon, và  Gwangju
- Mạng lưới tàu điện đô thị Seoul, Incheon, Busan, Daegu, Daejeon, và  Gwangju
- AREX, Tuyến U, EverLine, Tuyến Shinbundang, và  Tàu điện khổ hẹp Busan–Gimhae
- Tất cả xe buýt thành phố tự trị đặc biệt Sejong, Chungcheongnam-do và Chungcheongbuk-do buses
- Tất cả xe buýt Gangwon-do
- Tất cả xe buýt  Andong, Gyeongsan, Yeongju, Bonghwa, Sangju, Mungyeong và  Pohang, Gyeongju, Yecheon ở Gyeongsangbuk-do
- Tất cả xe buýt Gyeongsangnam-do ngoại trừ Gimhae
- Tất cả xe buýt tỉnh tự trị đặc biệt Jeju

Một vài cửa hàng và địa điểm thu hút bao gồm 4 cung điện của Seoul (ngoại trừ khu vui chơi Gyeonghuigung), Lotte World, Kyobo Book Centre, GS 25, CU/FamilyMart và một vài cửa hàng tạp hoá khác chấp nhận T-money là phương thức thanh toán.

## Loại thẻ

### Thường
Thẻ T-money có giá 2,500 - 4,000 won, có thể mua và sạc tại ga tàu điện ngầm, ATM ngân hàng, cửa hàng tạp hoá và các ki ốt nằm gần trạm dừng xe buýt. Dịch vụ máy tự sạc cũng có sẵn tại ga tàu điện ngầm Seoul và Busan.
Vào năm 2014, " One Card All Pass" T-money được giới thiệu. Tính đến tháng 3 năm 2016, "One Card All Pass" T-money được chấp nhận tại các nhà bán lẻ lớn, hầu hết xe buýt tốc hành và một số tuyến xe buýt liên tỉnh, express road toll booth, ga đường sắt Korail, tất cả hệ thống tàu điện ngầm, và tất cả hệ thống xe buýt ngoại trừ Gimhae.

### Thẻ giảm giá
Có hai loại thẻ giảm giá được bán sẵn, một dành cho thanh thiếu niên (tuổi 13-18) và một dành cho trẻ en (tuổi 7-12). Một loại cần thẻ chứng minh như Youth Card hoặc thẻ sinh viên để mua thẻ. Thẻ giảm giá được ghi danh qua mạng trong vòng 10 ngày trước khi sử dụng. Yêu cầu ghi danh cần phải có mã thẻ, và chứng minh thư hoặc visa, mẫu đăng ký có sẵn trên trang chủ t-money có thể được gửi qua dịch vụ email khách hàng cùng với tài liệu hỗ trợ. Người cao tuổi được miễn phí vận chuyển và nhận vẽ miễn phí tại quầy vé ở các ga tàu điện đô thị Seoul với mã hợp lệ.

### Phụ kiện T-money
Nhỏ hơn, bền hơn thẻ T-money với một sợi dây buộc dễ dàng treo vào điện thoại, với giá 6000~8000 won. Đồng hồ, búp bê, máy nghe nhạc MP3, thẻ nhớ di động, nhẫn và đây đeo có chứa chip T-money cũng được bán.

### Thẻ liên quan
- Metro Pass (정기권), sử dụng hằng tháng trên hệ thống tàu điện ngầm Seoul và Incheon.
- T-money Mpass, thẻ di chuyển một ngày kết hợp với vé xe buýt thành phố Seoul và giới hạn sử dụng tại hệ thống tàu điện ngầm đô thị.
- Seoul Citypass Plus là một T-money với các tiện ích tại khu du lịch.
- Mobile T-money là một RF-/NFC-mô đun xác thực người đăng ký dựa trên dịch vụ T-money. Ứng dụng điện thoại T-money có sẵn trên Google Play.

### The khác
- eB Card(eBest Card, sử dụng ở Gyeonggi & Incheon), hiện đã ngưng. → Xem cashBee.
- Sensepass T-money, trước đây là Topcash T-money, được bán ở Gyeongsangnam và Gyeongsangbuk ngoại trừ Andong. Không hoàn toàn tương thích với Smart T-money.
- Hankkumi card, bán ở Daejeon. Đây là một phiên bản tái thương hiệu của Smart T-money.
- POP card, bán ở GS25. Đây là một phiên bản tái thương hiệu của Smart T-money của GS&Point.
- Narasarang Card, của Thẻ Shinhan•Ngân hàng Shinhan và NMD/MMA. Đây là K-Cash tích hợp thẻ ghi nợ với chức năng thẻ POP. Thẻ này chỉ phát hành cho cán bộ ROTC và người nhập ngũ Quốc quân Đại Hàn Dân Quốc bao gồm KATUSA.

## Lịch sử
- 22 tháng 4 năm 2004: chính phủ thành phố công bố tên của loại thẻ vận chuyển mới được gọi là T-money. 'T' viết tắt của Travel, Touch, Traffic và Technology.
- Tháng 6 2004: Thiết bị T-money được lắp đặt tại nhà. Một vài lỗi được giải quyết trước khi vận hành toàn bộ.
- 1 tháng 7 năm 2004: Hệ thống chính thức phát hành, với miễn phí cho tất cả phương tiện.
- 15 tháng 10 năm 2005: Hệ thống tàu điện ngầm Incheon bắt đầu chấp nhận T-money.
- 6 tháng 12 năm 2005: T-money Internet bắt đầu dịch vụ.
- 13 tháng 11 năm 2006: Hệ thống vận chuyển Gyeonggi-do bắt đầu một phần chấp nhận T-money.
- 4 tháng 8 năm 2008: Xe buýt thành phố Busan bắt đầu chấp nhận T-money.

## Liên kết
- Trang chủ bằng tiếng Anh Lưu trữ ngày 24 tháng 10 năm 2004 tại Wayback Machine và bằng tiếng Anh
- Seoul Citypass Lưu trữ ngày 17 tháng 11 năm 2018 tại Wayback Machine
- T-Money: Du lịch Seoul chính thức Lưu trữ ngày 7 tháng 4 năm 2015 tại Wayback Machine
- Trang chủ Thẻ Hankkumi Lưu trữ ngày 1 tháng 9 năm 2019 tại Wayback Machine